# 艾爾蘭·鮑德溫
艾爾蘭·艾莉絲·鮑德溫（英語：Ireland Eliesse Baldwin，1995年10月23日—）是一位美國時裝模特兒。她是演員金·貝辛格及亞歷·鮑德溫的女兒。

## 早年生活
艾爾蘭·鮑德溫生於加利福尼亞州洛杉磯，其父母分別為演員亞歷·鮑德溫及金·貝辛格。因為父親的緣故，她也是演員丹尼爾、威廉及史蒂芬·鮑德溫的姪女。在父親再婚之後，她有了兩位同父異母的妹妹卡門（Carmen）及弟弟拉斐爾（Rafael）。
2007年，11歲的鮑德溫因為父親對她發怒的語音留言訊息被曝光後，登上了新聞版面。亞歷隨後也對此事公開道歉。

## 職業生涯
鮑德溫在2013年3月與IMG模特兒經紀公司簽約。2013年4月，鮑德溫首次以模特兒的身分登上《紐約郵報》的泳裝特輯。2013年5月，鮑德溫登上《W雜誌》的It Trend, It Girl特輯。在攝影師帕特里克·德馬舍利耶的掌鏡下，鮑德溫成為《浮華世界》2013年6月刊的It Girl。《ELLE》在2013年9月刊採訪了鮑德溫，由攝影師托馬斯·懷特塞德掌鏡及喬·希設計造型。鮑德溫也曾接受布魯斯·韋伯的拍攝，登上《DuJour》雜誌。
鮑德溫在2013年首度登上大銀幕，她在電影飾演年幼時的莎莉，出現在金·貝辛格飾演成年後的莎莉一角的閃回場景之中。
2015年6月，鮑德溫轉換東家至DT模特兒管理公司。

## 個人生活
鮑德溫在16歲時擁有了她的首個刺青。她在頸背下方刺上「truth」（真理）的字樣（在2012年首次露像），到了2013年11月，她在左前臂刺上一朵蓮花。接著，她又在手臂刺上了一件胸罩及一支箭。
鮑德溫曾在2014年與饒舌歌手安吉爾·黑斯交往。

## 外部連結
- 艾爾蘭·鮑德溫在互联网电影资料库（IMDb）上的資料（英文）